# 松本ひで吉
松本 ひで吉（まつもと ひできち）は、日本の漫画家。女性岡山県出身。

## 来歴
2008年に『ほんとにあった!霊媒先生』で第1回少年ライバルコミック大賞に入選。その後、『月刊少年ライバル』（講談社）創刊号より『ほんとにあった!霊媒先生』で連載デビュー。『なかよし』（同）2011年1月号から、サバイバルゲームを題材にした『さばげぶっ!』の連載開始。2011年、『ほんとにあった!霊媒先生』で、第35回講談社漫画賞児童部門を受賞した。
2021年12月30日、Twitterにて結婚を報告し、「夫とのやり取りを描いた」漫画を発表している。

## 作品リスト
下記の雑誌はすべて講談社から発行。
- ほんとにあった!霊媒先生（『月刊少年ライバル』2008年5月号（創刊号） - 2014年7月号（最終号） ）
- さばげぶっ!（『なかよし』2011年1月号 - 2017年1月号）
- くぴくぴブロンド酒場（『週刊ヤングマガジン』2014年31号、読切作） - 上述『さばげぶっ!』アニメ開始記念として掲載。
- 境界のミクリナ（『少年マガジンエッジ』2015年10月号（創刊号） - 2017年6月号、全3巻）
- ねこ色保健室（『なかよし』2017年4月号 - 2019年9月号、全4巻）
- 犬と猫どっちも飼ってると毎日たのしい（twitterに掲載された漫画の書籍化、講談社、既刊8巻）
- 犬と猫どっちも飼ってると毎日たのしい事典（2019年12月、共著）
- いきものがたり（『イブニング』2021年23号[6] - 2023年6号→　『モーニング』2023年21号 - 連載中）
- 十月十日も毎日たのしい（『Palcy』2024年7月4日 - 9月5日、全1巻）[7]